# Боково (Вологодская область)
Боково — деревня в Вологодском районе Вологодской области.
Входит в состав Сосновского сельского поселения, с точки зрения административно-территориального деления — в Сосновский сельсовет.
Расстояние по автодороге до районного центра Вологды — 31 км, до центра муниципального образования Сосновки — 11,5 км. Ближайшие населённые пункты — Горка, Ваталино, Воскресенское, Левино.
По данным переписи в 2002 году постоянного населения не было.